# Dieter Hegen
Dieter Hegen (narozen 29. dubna 1962 v Kaufbeurenu, Německá spolková republika) je bývalý německý hokejový útočník. Celou svou aktivní kariéru odehrál v německé hokejové lize.

## Klubová kariéra
Profesionálně začal hrát hokej jako odchovanec ESV Kaufbeuren v nejvyšší německé soutěži. Ačkoliv byl v roce 1981 draftován týmem NHL Montreal Canadiens jako celkově 46., smlouvu s týmem NHL nikdy nepodepsal a zůstal mateřskému klubu věrný až do roku 1986, kdy přestoupil do Kölner EC. V Kolíně vybojoval v letech 1987 a 1988 dva bundesligové tituly. Od roku 1989 hrával za Düsseldorfer EG, kde přidal další tři tituly. Svůj šestý titul získal v roce 1994 s týmem EC Hedos München. Po zániku tohoto klubu koncem roku 1994 se vrátil do Düsseldorfu, s nímž v nově vytvořené lize (DEL) triumfoval v roce 1996. V DEL hrával ještě za Starbulls Rosenheim, po sestupu tohoto klubu z nejvyšší německé soutěže v roce 2000 přestoupil do Kaubeurenu, tou dobou hrajícího jen regionální ligu. Tam v roce 2002 ukončil aktivní kariéru.
Během své kariéry byl třikrát nejlepším střelcem německé ligy (v letech 1981, 1989 a 1992) a sedmkrát zvolen členem ligového All-stars týmu.

## Reprezentace
V německé reprezentaci odehrál celkem 290 utkání a vstřelil 111 gólů. Účastnil se pěti olympijských hokejových turnajů (v letech 1984, 1988, 1992, 1994 a 1998), což dokázal jako třetí hokejista historie (po spoluhráči Udo Kiesslingovi a Noru Petteru Thoresenovi, v roce 1998 stejné mety dosáhl také Fin Raimo Helminen). Na mistrovství světa odehrál celkem 106 utkání, v nichž vstřelil 39 branek. Byl také členem německého týmu pro Kanadský pohár 1984. V roce 2010 byl jmenován do Síně slávy Mezinárodní hokejové federace.

## Další působení
Po ukončení aktivní kariéry se začal věnovat trenérství (např. EV Duisburg), podporuje také sociální programy (projekt Pomáháme Africe).